# Hamidou Kane
Sjeik Hamidou Kane, gen. Mathiara, (Dagana, 18 december 1939 - Dakar, 15 mei 2009) was een Senegalees politicus voor de Parti Socialiste du Sénégal en voor de Alliance des forces de progrès.
Hij was de zoon van een kantonhoofd en studeerde economie aan de universiteit van Dakar en aan de administratieve hogeschool van Senegal, waar hij afstudeerde in 1967. Hij werkte een jaar bij de overheid in Frankrijk en gaat vervolgens werken bij het Senegalese ministerie van economie en financiën. Van 1984 tot 1990 stond hij aan het hoofd van de "Compagnie sénégalaise d'assurances et de réassurances (CSAR)", thans AXA. Vanaf 1990 was hij minister van achtereenvolgens Afrikaanse economische integratie, plattelandsontwikkeling en handel en ambachten tijdens het presidentschap van Abdou Diouf. Van 1995 tot 2000 was hij minister van de strijdkrachten in de regering van Habib Thiam en nadien van Mamadou Lamine Loum.
Kane was lange tijd lid van de Parti Socialiste du Sénégal (PSS), maar werd later lid van de Alliance des forces de progrès (AFP) van Moustapha Niasse, die hij kende van op de universiteit.